# 聖母に別れを告げるキリスト (アルトドルファー)
『聖母に別れを告げるキリスト』（せいぼにわかれをつげるキリスト、英: Christ taking Leave of his Mother）は、ドイツ・ルネサンス期の画家アルブレヒト・アルトドルファーがテンペラで描いた板絵で、1520年頃に制作された。アルトドルファーの作品は少なく、イギリスにわずかしかない作品のうちの1点である。 1980年以来、ロンドンのナショナル・ギャラリー に所蔵されている。

## 主題
「聖母に別れを告げるキリスト」は絵画より版画に頻繁に現れる主題で、福音書ではなく、中世後期の宗教文学や、当時人気のあった「奇跡劇」のような宗教劇に由来している。十字架上で死ぬためにエルサレムに戻る前、イエス・キリストはべタニアの村で聖母マリアに別れを告げた。聖母や弟子たちは、彼に行かないように懇願する。しかし、キリストは、聖ペテロと聖ヨハネにエルサレムで過越の食卓 (最後の晩餐となる) を準備するように命ずる。

## 解説
絵画で、アルトドルファーは、『新約聖書』の最も重要な人物の一群を提示している。画面中央部では、キリストが聖母を祝福している。キリストの仕草は、来るべき出来事を悲しんでいる、残りの女性たちを宥めるためのものである。紺色の衣服を纏って、気を失っている聖母以外の女性たちは、聖母を抱きしめている小ヤコブとヨセの母マリア、跪いているマグダラのマリア、クロパの妻マリア、キリストの弟子サロメである。キリストの左側には、聖ペテロと聖ヨハネがキリストの将来の運命とより静かに対峙しているようにみえる。すべての人物が非常に世俗的に描かれており、個々の人物たちの感情は不自然に引き伸ばされた身体、大きな足、手の仕草、そして簡素に描かれた顔により表現されている。アルトドルファーは、形体、遠近法、身体のプロポーションといった規則を完全に無視してしまっており、不均衡がもたらす表現力の可能性を重視しているのである。
アルトドルファーの自然描写への嗜好は、自然を詳細に豊かに描く新たな風潮を反映している。この風潮は、自然を単なる背景としてではなく、自然そのものを独立した主題とする風景画の出現につながっていく。本作の2つの部分に分けられている風景は、場面の雰囲気と調和している。左側には、キリストの受難を象徴する枯れた木の干からびた枝があり、右側では、青々とした植物が神との新しい契約を告げている。
画面は、自然のままの、手入れされていない巨大な木に支配されており、木の向こうには、大きな渦巻く雲が夕空に赤く輝いているが、それは磔刑で流されるキリストの血を示唆している。この赤色は衣服の強烈な赤色と呼応している。黒い木の枝は死すべき運命を暗示している。特徴的な緑がかった青色に使われているのは、主にドイツで採れる銅鉱石のアズライトである。よく繁った木の葉の部分は、絵具が最も厚く丹念に塗り重ねられており、細かく観察され、写実的に描かれている。
なお、画面の下の部分には、絵画の寄進者たちの人形ほどの小さな姿が見える。